# Sonic Superstars
Sonic Superstars ist ein 2D-Jump-’n’-Run-Computerspiel, das vom Sonic Team sowie Arzest entwickelt und von Sega am 17. Oktober 2023 für PlayStation 4, PlayStation 5, Xbox One, Xbox Series, Nintendo Switch und PC veröffentlicht wurde.
Am 8. Juni 2023 wurde im Rahmen des Summer Games Fest 2023 ein erster Trailer von Sonic Superstars gezeigt, welcher traditionelles Sonic-Jump-’n’-Run-Gameplay mit neuen Fähigkeiten und moderner Grafik präsentierte. Darin waren Sonic the Hedgehog, Miles Tails Prower, Knuckles the Echidna und Amy Rose als spielbare Charaktere zu sehen, auch als Mehrspieler-Koop mit bis zu vier Spielern. Als wiederkehrender Antagonist war Fang the Hunter, primär bekannt aus Sonic the Hedgehog Triple Trouble (1994), zu sehen.
Naoto Ōshima, der Schöpfer einer Vielzahl von Sonic-Charakteren, darunter Sonic, Dr. Eggman oder Amy Rose, arbeitete erstmals seit der Entwicklung an Sonic Adventure (1998) wieder am Sonic-Franchise mit und erschuf mit Trip in Sonic Superstars nach langer Zeit wieder einen komplett neuen Charakter für die Serie.
Es ist der offizielle Nachfolger von Sonic Mania (2017).

## Handlung
Der bösartige Wissenschaftler Dr. Eggman treibt auf den naturbelassenen und idyllischen Inseln Northstar Islands sein Unwesen: Da die hier weitestgehend unberührten Flora und Fauna sehr gut gedeihen, will er die besonders groß gewachsenen Tierchen dieser Inseln nutzen, um diesmal auch außergewöhnlich große und gefährliche Badniks für seine Roboter-Armee zu gewinnen, indem er auch diese Tierchen in Roboter verwandelt. Um die übergroßen Tierchen einzufangen, heuert er den berühmten Kopfgeldjäger Fang the Hunter, mit dem er zuvor schon einmal Bekanntschaft machte (Sonic the Hedgehog Triple Trouble, 1994), zur Unterstützung an. Die beiden ziehen ein ortsansässiges, tollpatschiges Mädchen namens Trip the Sungazer auf ihre Seite und versprechen ihr, sie nicht in einen Badnik zu verwandeln, wenn sie als Ortskundige Dr. Eggman und Fang über die Inseln führt und ihnen alle Geheimnisse und versteckten Schätze der Northstar Islands verrät. Tief in uralten Ruinen erfährt Dr. Eggman dabei an Wandgemälden vom versiegelten Black Dragon, von dessen Befreiung und Unterjochung er sich die Weltherrschaft erhofft.
Als die Helden von Dr. Eggmans Machenschaften auf den Northstar Islands erfahren, reisen Sonic, Tails, Knuckles und Amy erstmals dorthin, um seine Pläne zu durchkreuzen. Fang und Trip legen gemeinsam Fallen für Sonic und seine Freunde, aber aufgrund Trips Tollpatschigkeit geraten die beiden immer selbst in ihre eigenen Fallen. In Lagoon City wird Trip deshalb durch die selbst errichtete Falltür von Fang getrennt und bleibt allein zurück. Als Amy wenig später auf die einsame und verunsicherte Trip trifft, beschließt sie sofort, Trip zu helfen, trägt sie an einen sicheren Ort und schenkt ihr einen Apfel, was Trip sichtlich sehr freut. Nachdem Sonic, Tails, Knuckles und Amy alle sieben Chaos Emeralds sammeln konnten, werden diese in Golden Capital von Fang gestohlen, welcher sie in langwierige Kämpfe verwickelt. Als schließlich Trip hinzustößt, zieht sie ihren Panzerhelm ab, enthüllt erstmals ihr Gesicht und holt die sieben Chaos Emeralds zu sich, um sich als Super Trip in einen goldenen Drachen zu verwandeln. Fang will mit einem riesigen Roboter zum Kampf antreten, welcher jedoch augenblicklich von Super Trip zerstört wird. Amy freut sich über Trips Hilfe und stellt Sonic, Tails und Knuckles ihre neue Freundin vor, womit Trip fortan zur Heldenriege gehört.
In Frozen Base steigt dann ein gigantisches, verstecktes Raumschiff aus dem Eis empor und fliegt von dort in den Weltraum. Tails kann alte und beschädigte Egg Mobiles von Dr. Eggman reparieren, sodass alle fünf Helden damit fliegen, dem Raumschiff folgen und es betreten können. Das besagte Raumschiff namens Egg Fortress ist durch den offensichtlich in Dr. Eggmans Panik verursachten verfrühten Start jedoch in einem desolaten Zustand und fällt zunehmend auseinander. Es gelingt den Helden, Dr. Eggman ausfindig zu machen, welcher daraufhin seine neuste Erfindung vorführen kann: Er spult für die Umgebung die Zeit zurück, sodass sich die Egg Fortress so zusammensetzt, wie sie auseinanderfiel. Auch als Dr. Eggman mit einem gigantischen Roboter gegen die Helden zunächst verliert, spult er nochmals die Zeit zurück, um die Niederlage zunächst wieder ungeschehen zu machen, doch Sonic und seine Freunde sind trotzdem siegreich. Im letzten Moment kann Tails ein Egg Mobile finden, damit er mit Sonic, Knuckles, Amy und Trip vom explodieren Egg Fortress entkommen und sicher auf dem Planeten landen kann. Knuckles wird mit dem Egg Mobile auf Angel Island beim Master Emerald abgesetzt, ehe Sonic, Tails und Amy nach Hause zurückkehren. Als letztes bruchlandet Trip mit dem Egg Mobile auf Bridge Island.
Nach einer Weile bemerkt Trip zunehmend EggRobos auf den Northstar Islands, welche Dr. Eggmans Werk fortzusetzen und Tierchen gefangen zu nehmen scheinen. Sie folgt den EggRobos durch alle Zonen, um sie aufzuhalten und fliegt dabei erneut, diesmal alleine ins Weltall zur Egg Fortress, wo sie überraschenderweise auf Fang trifft, der noch eine Rechnung mit Trip offen hat. Doch auch wenn er diesmal seinen riesigen Fang-Roboter einsetzen kann, gelingt es Trip einmal mehr, Fang zu besiegen. Anschließend taucht der vermeintlich verbannte, legendäre Black Dragon auf den Northstar Islands auf, woraufhin Sonic die sieben Chaos Emeralds nutzt, um sich in Super Sonic zu verwandeln und den Black Dragon zu bekämpfen. Als der Black Dragon geschwächt scheint, gelingt es der inzwischen dazugestoßenen Trip, den Black Dragon erneut in einen ovalen Orb zu versiegeln, genauso wie es ihre Vorfahren laut den antiken Wandgemälden einst taten. Schließlich feiern die Helden und die geretteten Tierchen ausgelassen den wiederhergestellten Frieden auf den Northstar Islands.

## Gameplay
In Sonic Superstars übernimmt der Spieler wahlweise die Kontrolle über den blauen Igel Sonic (verfügt über den Drop Dash), den zweischwänzigen Fuchs Tails (kann in der Luft fliegen und unter Wasser schwimmen), den Echidna Knuckles (kann in der Luft gleiten und an bestimmten Wänden klettern), die Igeldame Amy (Doppelsprung und Piko Piko Hammer) oder, nachdem sie freigespielt wurde, das Riesen-Gürtelschweif-Mädchen Trip (Doppelsprung und an Wänden entlangrollen) in einem sidescrollenden 2D-Jump-’n’-Run. Das Leveldesign passt sich mit Sprungfedern, Loopings und mehr dem dynamischen, schnellen Spielgefühl an. In springender oder rollender Form, Spin Attack genannt, können die Spielfiguren ihre Gegner besiegen oder Itemboxen in Form von Monitoren öffnen. Wenn man mit dem Steuerkreuz nach unten die Spielfigur ducken lässt und dann die Sprungtaste betätigt und loslässt, kann sie mit dem Spin Dash aus dem Stand schnell mit der Spin Attack nach vorne preschen. Sonic verfügt als einziges über den Drop Dash, der, wenn man in der Luft nochmals die Sprung-Taste drückt, Sonic bei Bodenberührung sofort wieder nach vorne schnellen lässt. Tails kann mit der Sprungtaste nach einem Sprung in der Luft für begrenzte Zeit in der Luft fliegen oder unter Wasser schwimmen, während Knuckles beginnt, in der Luft in die gewählte Richtung zu schweben. Wenn Knuckles an einer Wand landet, kann er sich daran festklammern und hoch- oder runterklettern. Amy kann ihren Piko Piko Hammer in der Luft oder für kurze Zeit nach Bodenberührung laufend verwenden, um Gegner, Monitore oder beispielsweise brüchige Wände zu zerschlagen. Sowohl Amy als auch Trip verfügen über einen Doppelsprung, also einem zweiten Sprung in der Luft, während Trip sich zudem an Wänden und Decken festsetzen und daran fortbewegen kann. Bei Berührung können die goldenen Ringe eingesammelt werden; Nimmt die Spielfigur Schaden, verliert sie die Ringe. Nimmt die Spielfigur Schaden, ohne Ringe zu besitzen, fällt in einen tödlichen Abgrund, wird zerquetscht oder ertrinkt, muss das derzeitige Level von vorne oder vom letzten Checkpoint in Form einer Laterne neubegonnen werden (ein Extraleben-System wie in früheren Sonic-Spielen ist hier nicht vorhanden). Sammelt man 100 Ringe, erhält man eine Medaille, für die man Shop Roboter-Teile für den Kampfmodus freischalten kann. Auch in den Monitoren, auf dessen Bildschirm das jeweilige enthaltene Item angezeigt wird, können zehn Ringe, vorübergehende erhöhte Geschwindigkeit, vorübergehende Unverwundbarkeit, ein normaler Schutzschild oder ein magnetischer Schutzschild enthalten sein.
Das Spiel besteht aus elf regulären Zonen mit einer variablen Anzahl an Acts, die als Level definiert werden können. Neu ist hierbei, dass es vorkommen kann, dass nur ein vorgegebener Spielcharakter in einem bestimmten Act gespielt werden kann. Jede Zone hat dabei ihre eigene Thematik, Aussehen und Gegner-Vielfalt. Wenn die Spielfigur mit mindestens 50 Ringen einen Checkpoint aktiviert, kann sie unmittelbar über dem Checkpoint durch einen Sternenkreis in eine Bonus Stage gelangen: Diese sind stark an die Special Stages des ersten Sonic the Hedgehog (1991) angelehnt und enthalten am Ende ihres rotierenden Labyrinths eine Medaille. Innerhalb aller Acts sind große Ringe an entlegenen Orten versteckt, durch die die Spielfigur zu den sieben Special Stages gelangt, wo es jeweils einen der sieben im Spiel befindlichen Chaos Emeralds zu finden gibt, indem man sich in einer 3D-Welt zum Ziel der Stage hangelt. Wurden bereits alle Chaos Emeralds eingesammelt oder ein Chaos Emerald in der aktuellen Zone erhalten, kann man in den Special Stages stattdessen Medaillen erhalten. Gesammelte Chaos Emeralds verleihen den Spielfiguren auch eine optionale Fähigkeiten, welche sie anschließend in einem Level nutzen können, beispielsweise das Erklimmen von Wasserfällen, das Erschaffen von schnellwachsenden Ranken, oder das Verlangsamen des Spielgeschehens, um beispielsweise schnelle oder hektische Levelabschnitte zu vereinfachen. Sobald man alle sieben Chaos Emeralds gesammelt hat, kann sich die Spielfigur, wenn sie mindestens 50 Ringe besitzt, quasi als achte auswählbare Fähigkeit, in ihre Super-Form verwandeln. In dieser Form ist der Spieler unverwundbar, deutlich schneller und springt höher, jedoch zählt die Ringanzahl stetig rückwärts, ehe man sich bei 0 Ringen zurückverwandelt. Dabei sticht Trips Super-Form hervor, da Super Trip in der Gestalt eines Drachen frei umherfliegen und Feuer speien kann.
Nachdem der „Storymodus“, in dem zunächst Sonic, Tails, Knuckles und Amy als spielbare Charaktere zur Verfügung stehen, mit allen elf Zonen abgeschlossen wurde, wird Trip als fünfte Spielfigur im „Storymodus“ freigeschaltet. Zudem erscheint der Menüpunkt „Trips Geschichte“, in der die Geschichte weitergeht und man nur als Trip spielen kann, welche dort alle Level des „Storymodus“, inklusive der zuvor charakter-exklusiven Stages, in deutlich erschwerter und anspruchsvollerer Weise nochmals bereist. Wird „Trips Geschichte“ erfolgreich abgeschlossen, schaltet man die „Letzte Geschichte“ frei, in der man als Super Sonic gegen den Black Dragon kämpft. Es sind mehrere Mehrspielermodi vorhanden. So können lokal bis zu vier Spieler mit vier Spielfiguren gleichzeitig in den Leveln spielen. Im „Gegen die Zeit“-Modus können Bestzeiten mit allen fünf Spielfiguren in allen bereits gesehenen Levels aufgestellt, gespeichert und online geteilt werden. Es gibt zudem einen „Kampfmodus“, wo man sich mit den erhaltenen Medaillen eigene Roboter-Spielfiguren optisch anpassen und in verschiedenen Minispielen gegen Computerspieler sowie lokal oder online gegen andere Mitspieler antreten kann.

### Level
| Nr. | Zone                  | Acts | Bosskämpfe                       | Gegner                                            |
| --- | --------------------- | ---- | -------------------------------- | ------------------------------------------------- |
| 1   | Bridge Island Zone    | 2    | Mosasaurus, Egg Rocket           | Crabmeat, Buzz Bomber, Chopper, Batbrain          |
| 2   | Speed Jungle Zone     | 3    | Egg Dragonfly, Fang, Egg Clamber | Crawlton, Splats, Batbrain                        |
| 3   | Sky Temple Zone       | 1    | Egg Wind                         | Blaster                                           |
| 4   | Pinball Carnival Zone | 2    | Egg Clown, Egg Spin              | Splats, Batbrain, Ghost Badniks                   |
| 5   | Lagoon City Zone      | 3    | Egg Jellyfish, Egg Torpedo       | Crabmeat, Chopper                                 |
| 6   | Sand Sanctuary Zone   | 1    | Egg Thrower                      | Skorp, Uniuni                                     |
| 7   | Press Factory Zone    | 2    | Egg Monkey, Egg Masher           | Hotaru, Batbrain                                  |
| 8   | Golden Capital Zone   | 3    | Egg Hog, Fang                    | Slicer, Uniuni                                    |
| 9   | Cyber Station Zone    | 1    | Metal Fighter                    | Crabmeat, Batbrain                                |
| 10  | Frozen Base Zone      | 3    | Egg Ice Dragon, Egg Fantasy Zone | Orbinaut, Moocolon, Sourtham, Quili-Quili, Uniuni |
| 11  | Egg Fortress Zone     | 2    | New Death Egg Robot, Fang        | Anton, Mecha-Bu                                   |
| 12  | Last Story            | 1    | Black Dragon                     | –                                                 |

## Entwicklung
Der Leiter des Sonic Team, Takashi Iizuka, war eigenen Angaben zufolge vom Erfolg von Sonic Mania (2017) positiv überrascht und schon kurz nach Release begannen erste Überlegungen für einen potenziellen Nachfolger. Zunächst arbeitete Iizuka erneut mit Christian Whitehead, welcher zwischenzeitlich sein eigenes Entwicklerstudio „Evening Star“ gegründet hatte, und weiteren Entwicklern von Sonic Mania zusammen. Bereits zu diesem Zeitpunkt stand fest, dass man nicht erneut auf Pixel-Optik setzen und frühere Sonic-Inhalte zurückbringen, sondern ein frischeres Spielgefühl bieten wollte. Ein erster Sonic-Prototyp mit Evening Stars „Star Engine“ und 2,5D-Jump ’n’ Run-Gameplay entstand, doch nachdem sich Christian Whitehead und Evening Star immer mehr auf völlig eigene Ideen und neue Spiele-IPs konzentrierten, was später in ihrem eigenen Spiel Penny's Big Breakaway resultierte, wurde die Zusammenarbeit mit dem Sonic Team trotz eines guten Verhältnisses zunehmend vernachlässigt und schließlich stillgelegt.
Laut Iizuka fand Anfang 2020 aufgrund der COVID-19-Pandemie ein freundschaftlicher Zoom-Videoanruf zwischen ihm und Naoto Ōshima, dem Schöpfer von Sonic, Dr. Eggman, Amy Rose, Vector the Crocodile und Charmy Bee statt, welcher jedoch zuletzt bei Sonic Adventure (1998) an der Sonic-Reihe mitwirkte und bei diesem Gespräch auch mit den Plänen bezüglich eines neuen 2D-Sonicspiels konfrontiert wurde. Naoto Ōshima soll dabei aus Eigeninitiative großes Interesse daran gezeigt haben, sich mit seinem Entwicklerstudio Arzest an dem geplanten Sonic-Titel zu beteiligten und nahm so gewissermaßen den Platz von Evening Star ein, sodass die Entwicklung am Nachfolger zu Sonic Mania wieder intensiver fortgesetzt wurde.
Iizuka und Ōshima entschieden sich bewusst für 3D-Grafik, jedoch für Gameplay und Spielgefühl, welches mit den früheren Sonic-Spielen auf dem Sega Mega Drive vergleichbar sein sollte, nur ohne diesmal frühere Zonen erneut im Spiel wiederzuverwenden. Auch soll sich das Sonic Team über die positive Resonanz der Fans bezüglich der Rückkehr der Charaktere Mighty the Armadillo und Ray the Flying Squirrel in Sonic Mania Plus (2018) gewundert und sich deshalb dazu entschlossen haben, einen anderen, länger nicht mehr wirklich thematisierten Charakter der Sonic-Serie zurückbringen zu wollen, woraufhin die Wahl auf Fang the Hunter fiel. Auch entwarf Naoto Ōshima mit Trip einen komplett neuen Charakter in den Reihen der Widersacher, um die Handlungstiefe zu erhöhen. Laut Naoto Ōshima war es seine Idee, ein Gegenstück zu den zuletzt gesehenen, übermächtigen und bedrohlichen Gegnern wie Infinite in Sonic Forces (2017) oder den Titanen in Sonic Frontiers (2022) zu haben, weswegen Trip mit ihrer Tollpatschigkeit zwar nicht so ernst genommen werden könnte, aber dafür sympathischer mit mehr Identifikationswert für die Spieler erscheinen sollte.
Die neuen, optionalen Fähigkeiten der sieben Chaos Emeralds waren vom Spielgefühl her inspiriert von den Wisps aus Sonic Colours (2010), sollten sich aber besser in das klassische 2D-Gameplay einfügen. Auch empfand das Sonic Team die Implementierung des Mehrspielermodus für bis zu vier Spieler, wofür man sich an Spielen wie New Super Mario Bros. Wii (2009) und New Super Mario Bros. U (2012) orientierte und diese dafür ausführlich probespielte, als entwicklungstechnisch so herausfordernd, dass Takashi Iizuka den Mehrspielermodus im Laufe der Entwicklung komplett streichen wollte, wurde anschließend jedoch von Naoto Ōshima dazu animiert, diese Herausforderungen zu meistern und im Sinne der Spielerschaft den Mehrspielermodus doch zu realisieren.
Am 8. Juni 2023 wurde im Rahmen des Summer Games Fest 2023 ein erster Trailer von Sonic Superstars gezeigt, welcher auch sofort im Anschluss auf dem offiziellen YouTube-Kanal „Sonic the Hedgehog“ veröffentlicht wurde. Auf dem „Gamescom Opening Night Live“-Event am 22. August 2023 wurde mit einem weiteren Trailer das weltweite Veröffentlichungsdatum, der 17. Oktober 2023, bekanntgegeben, auch dieser Trailer wurde kurz darauf auf dem offiziellen YouTube-Kanal „Sonic the Hedgehog“ verbreitet.

## Rezeption
Sonic Superstars erhielt überwiegend gute Wertungen. Gelobt wurde die saubere technische Präsentation, der Nostalgiefaktor und der reine Spielspaß für 2D-Jump ’n’ Run-Fans, womit vor allem die typischen Stärken der klassischen Sonic-Spiele umgesetzt werden konnten. Kritik gab es für den Battlemodus und teils zu anspruchsvolle Bosskämpfe.

„Nimmt man die feine Hommage "Sonic Mania" mal beiseite, ist "Sonic Superstars" das Spiel, auf das ich als alter Mega-Drive-Fan seit 1994 gewartet habe. Klar, das neue Abenteuer kommt jetzt polygonal daher – aber doch wirkt es durch und durch wie der logische Nachfolger der letzten 16-Bit-Igelei. Die Steuerung fühlt sich einfach gut an, die Levels finden eine stimmige Balance zwischen High-Speed-Abschnitten, langsameren Sprung- und sogar mal Rätselpassagen. Und die vier Figuren bieten durch ihre angenehm unterschiedliche Handhabung tatsächlich echten Wiederspielwert. Kritik gibt es aber auch ein wenig: Die neuen Bonuslevels, in denen Ihr die Chaos-Edelsteine holt, muten oft etwas konfus und unkontrolliert an. Auch manche der neuen Talente wollen sich nicht so ganz ins Gesamtpaket einfügen. Dramatisch ist das allerdings nicht: Wenn ich durch die hübschen Levels flitze und mich immer wieder über so manchen cleveren inszenatorischen Kniff freue, fühle ich mich ganz wie in guten, alten Mega-Drive-Zeiten. Freunde dynamischer 2D-Hüpfkost kommen um das neue "Sonic" ebenso wenig herum wie um Marios aktuelle "Wonder"-Eskapaden.“